# St. Peter (Minnesota)
St. Peter település az Amerikai Egyesült Államok Minnesota államában, Nicollet megyében, melynek megyeszékhelye is. Lakosainak száma 12 066 fő (2020. április 1.).

## Népesség
A település népességének változása:

| 2010 | 11 196 |
| 2020 | 12 066 |